# Dinamo Gagra
SK Dinamo Gagra (gruz. სკ დინამო გაგრა) – Klub piłkarski z siedzibą w mieście Gagra.

## Historia
Do 1990 występował w rozgrywkach regionalnych. W 1990 razem z Dinamo Suchumi odmówił uczestnictwa w pierwszych rozgrywkach o Mistrzostwo niepodległej Gruzji, zgłosił się natomiast do rozgrywek Wtoroj Niższej Ligi WNP. Po sezonie 1991 zawiesił występy na profesjonalnym poziomie.
W 2007 uczestniczył w rozgrywkach w lidze regionalnej Abchazji.
W gruzińskiej Pirveli Liga występował klub o nazwie Gagra Tbilisi.

## Sukcesy
- Wtoraja Niższaja Liga ZSRR, strefa 4:

22. miejsce: 1991